# Japygidae
Die Japygidae sind eine Familie innerhalb der Doppelschwänze (Diplura). Im Vergleich zu anderen Doppelschwänzen zeichnen sich die überwiegend räuberischen Japygidae durch die zu kräftigen Zangen umgebildeten Hinterleibsanhänge, Cerci, aus. Die Arten sind weltweit verbreitet und kommen vor allem in subtropischen bis tropischen Gebieten vor, wo sie vor allem im Bodenstreu oder unter Baumrinden leben. Einige der Arten sind Höhlenbewohner (Troglobionten).

## Merkmale
Die Japygidae sind wie alle Doppelschwänze Gliederfüßer mit einem lang gezogenen Körper. Der Kopf trägt ein paar langer und aus zahlreichen gleichförmigen Gliedern bestehende Gliederantennen. Wie für die Doppelschwänze typisch befinden sich die stechend bis stechend-schabenden Mundwerkzeuge in einer für die Sackkiefler (Entognatha) typischen Kopfkapsel, Augen sind nicht vorhanden.
Der dreigliedrige Brustbereich ist mit drei Beinpaaren ausgestattet, die Beine besitzen in der Regel zwei gut ausgebildete Klauen. Das Abdomen besteht aus 10 Segmenten, von denen die ersten sieben an der Unterseite kurze Extremitätenreste (Styli) mit ausstülpbaren Coxalbläschen besitzen. Die letzten drei Abdominalsegmente besitzen keine Beinrudimente, die Genitalöffnunq befindet sich am Hinterrand des 8. Hinterleibssternites. Das letzte Segment des Hinterleibs ist in der Regel etwas größer ausgebildet als die davor liegenden und trägt die für die Familie typischen ungegliederten und zu einer kräftigen Greifzange umgebildeten Cerci.
Der Körper der meist im Streu oder unterirdisch, auch in Höhlen, lebenden Japygidae ist in der Regel weiß bis gelblich. Sie sind in der Regel einige Millimeter bis wenige Zentimeter lang.

## Verbreitungsgebiete
Die Japygidae sind weltweit in gemäßigten, subtropischen und tropischen Klimaten verbreitet. Sie kommen auf allen Kontinenten mit Ausnahme von Antarktika vor. Der Verbreitungsschwerpunkt liegt in wärmeren Regionen, in Mitteleuropa kommen daher nur wenige Arten vor. In Deutschland sind Arten von wenigen wärmeliebende Gattungen verbreitet, darunter etwa Metajapyx leruthi Silvestri und Dipljapyx humberti (Grassi).

## Lebensweise
Japygidae leben wie alle Doppelschwänze vor allem in Streu, unter Baumrinden und in den oberen Bodenschichten verschiedener Lebensräume. Zahlreiche Arten leben in tieferen Schichten des Bodens, viele weitere Arten sind Höhlenbewohner. Sie leben räuberisch und ernähren sich vor allem von kleineren Arthropoden wie Milben, Springschwänzen, kleinen Käfern und anderen Insekten.

## Systematik
Die Japygidae wurden 1864 von dem britischen Entomologen Alexander Henry Haliday gemeinsam mit der Typusgattung Japyx als eigenständige Familie innerhalb der Diplura beschrieben. Heute wird die Familie in etwa 70 Gattungen unterteilt, wovon einige allerdings nur jeweils eine oder wenige Arten enthalten: 
- Abjapyx Silvestri, 1948
- Afrojapyx Silvestri, 1948
- Allojapyx Silvestri, 1948
- Allurjapyx Silvestri, 1930
- Atlasjapyx Chou & Huang, 1986
- Austrjapyx Silvestri, 1948
- Burmjapyx Silvestri, 1931
- Catajapyx Silvestri, 1933
- Centrjapyx Silvestri, 1948
- Chiljapyx Smith, 1962
- Choujapyx Huang, 2001
- Congjapyx Pagés, 1954
- Ctenjapyx Silvestri, 1948
- Deutojapyx Paclt, 1957
- Dipljapyx Silvestri, 1948
- Ectasjapyx Silvestri, 1929
- Eojapyx Smith, 1960
- Epijapyx Silvestri, 1933
- Evalljapyx Silvestri, 1911
- Gallojapyx Pagés, 1993
- Gigasjapyx Chou, 1984
- Gollumjapyx Sendra & Ortuño, 2006
- Hainanjapyx Chou in Chou & Chen, 1983
- Hapljapyx Silvestri, 1948
- Hecajapyx Smith, 1959
- Henicjapyx Silvestri, 1948
- Heterojapyx Verhoeff, 1904
- Holjapyx Silvestri, 1948
- Hutanjapyx Pagés, 1995
- Indjapyx Silvestri, 1931
- Isojapyx Silvestri, 1948
- Japygellus Silvestri, 1930
- Japygianus Silvestri, 1947
- Japyginus Silvestri, 1930
- Japyx Haliday, 1864
- Kinabalujapyx Pagés, 1994
- Kohjapyx Pagés, 1953
- Megajapyx Verhoeff, 1904
- Merojapyx Silvestri, 1948
- Mesjapyx Silvestri, 1948
- Metajapyx Silvestri, 1933
- Mixojapyx Silvestri, 1933
- Monojapyx Paclt, 1957
- Nanojapyx Smith, 1959
- Nelsjapyx Smith, 1962
- Neojapyx Silvestri, 1933
- Notojapyx Paclt, 1957
- Occasjapyx Silvestri, 1948
- Oncojapyx Silvestri, 1948
- Opisthjapyx Silvestri, 1929
- Parindjapyx Silvestri, 1933
- Pauperojapyx Pagés, 1995
- Penjapyx Smith, 1962
- Polyjapyx Silvestri, 1948
- Proncojapyx Silvestri, 1948
- Protjapyx Silvestri, 1948
- Provalljapyx Silvestri, 1948
- Psalidojapyx Pagés, 2000
- Rectojapyx Pagés, 1954
- Rossjapyx Smith, 1962
- Scottojapyx Pagés, 1957
- Shaanxijapyx Chou in Chou & Chen, 1983
- Silvestriapyx Pagés, 1981
- Sinjapyx Silvestri, 1948
- Troglojapyx Pagés, 1980
- Typhlolabia Scudder, 1876
- Ultrajapyx Paclt, 1957
- Unjapyx Silvestri, 1948
- Urojapyx Pagés, 1955
- Xenjapyx Silvestri, 1948

## Belege
1. 1 2 3  A. Palissa: Diplura- Doppelschwänze. In: Exkursionsfauna von Deutschland, Spektrum Akademischer Verlag 2011; S 42. doi:10.1007/978-3-8274-2452-5_6, ISBN 978-3-8274-2451-8